# 나카지마 히로유키
나카지마 히로유키(일본어: 中島 裕之, 1982년 7월 31일~)는 일본의 야구 선수로 2023년까지 센트럴 리그의 팀인 요미우리 자이언츠의 소속 내야수로 활동했다.
애칭은 나카지(ナカジ)이다.

## 생애

### 프로 입단 전
효고현 이타미시 출신으로 초등학교 시절에 투수로서 소꿉친구였던 야마자키 가쓰키와 배터리를 짜며 전국 대회에 출전하기도 했다. 중학교 시절에서는 시니어 야구팀에 소속되었고 고교 진학 시에는 효고 현 이외의 강호 학교로부터 스카웃 되어 효고 현의 명문인 호토쿠가쿠엔 고등학교의 입학 시험에 응시했지만 불합격되었다. 야구에서는 무명의 효고 현립 이타미키타 고등학교에 진학했다.
고등학교에서는 1학년 때부터 주전이 되었고 1학년 여름에는 우익수로서 소속 현 대회에 출전해 2학년 하계 대회에서는 1번 타자로서 팀의 16강 진출에 기여했다. 이후에는 선발 투수를 맡게 되면서 3학년 때 하계 대회에서는 1번·투수로서 출전해 팀은 효고 현 대회 4차전에서 패했고 고교 통산 43개의 홈런을 기록했다.
2000년 프로 야구 드래프트 회의에서는 세이부 라이온스로부터 5순위 지명을 받고 입단했는데 나카지마는 당시 세이부에 대한 인상에 대해 “밝고 즐거울 것 같다”라고 말했다.

### 프로 입단 후

#### 2001년~2002년
고등학교까지 경험이 없었던 유격수로 변환되어 2001년은 2군에서 30경기에 출전해 타율 1할 5리, 안타 2개를 기록했고 수비에서도 7차례의 실책을 기록했다. 이듬해 2002년에는 2군에서의 주전이 되어 리그에서는 유일하게 모든 경기에 출전하여 안타, 득점, 희생플라이, 사구는 리그 최다를 기록했고 리그 2위의 타율 2할 9푼 9리, 팀내 2위인 11개 홈런, 리그 4위의 47타점을 기록하는 등 이스턴 리그의 우수 선수로 선정되었다. 그러나 한편으로 리그 최다인 10개의 병살타, 25차례의 실책을 남기는 등 기대 이하의 활약도 있었다. 시즌 종반인 10월에는 1군에 처음으로 출전하면서 첫 안타를 기록했다.

#### 2003년
작년 시즌 4경기에서 그 해에 44경기로 출전을 늘리는 등 첫 타점, 첫 홈런, 첫 도루를 동시에 기록했고 2군에서는 팀내 1위의 타율 3할 6리, 공동 2위인 13개의 홈런을 날렸다. 팀의 대선배인 기요하라 가즈히로가 착용했던 등번호 3번을 물려받았다.

#### 2004년
그 해 FA로 뉴욕 메츠에 이적한 마쓰이 가즈오의 후임으로서 7번·유격수로 첫 개막전 선발 멤버로 발탁되었다. 그 후에도 “주전 유격수는 지나치게 부담이 크다”라는 비관적인 평가가 있는 와중에 이토 쓰토무 감독에 의해 선발로 기용되었고 올스타전에도 감독 추천으로 첫 출전을 했다. 같은 해 퍼시픽 리그에서는 유일하게 133경기를 모두 출전하면서 타율 2할 8푼 7리, 27홈런, 90타점, 18개의 도루를 기록하여 팀의 리그 우승과 일본 시리즈 우승 달성에 기여했다.

#### 2005년
비정상적인 바운드를 한 타구가 안면에 맞아 광대뼈가 골절되는 부상을 당해 전력에서 이탈되었고 규정 타석을 채우면서 타율 2할 7푼 4리, 팀내 2위인 11개의 도루를 기록했다. 그러나 홈런은 절반 이하로 줄어드는 등 리그 3위의 17개 병살타, 유격수로서 리그 최다인 10차례의 실책을 기록하여 전체적으로 작년을 밑돈 성적을 남겼다.

#### 2006년
개막 이후부터 3번 타자를 맡아 올스타전에도 출전하여 일시 수위타자 경쟁에 참여하는 등 팀의 선두 경쟁에 기여했다. 7월 30일의 도호쿠 라쿠텐 골든이글스전에서 야마무라 히로키로부터 사구를 받아 부상당했지만 예정보다 빠른 9월 12일에 복귀했다. 처음으로 타율 3할이 되는 리그 4위의 타율 3할 6리를 기록했고 수비에서는 2년 연속으로 유격수 부문 리그 최다 기록인 16차례의 실책을 기록했다. 시즌 종료 후에 있은 계약 갱신에서는 구단으로서 처음이 되는 수비에서의 성과급 지급이 설정되었다.

#### 2007년
개막 이후부터 3번 타자로 활약을 했고 올스타전에도 통산 세 번째의 출장을 완수했다. 양대 리그를 통해서 유일하게 9경기 연속 타점을 기록하는 등 리그 5위의 타율 3할, 공동 3위인 160안타, 팀내 2위인 74타점을 기록했지만 리그 3위의 134개 삼진과 주전을 차지한 이후 감소하고 있던 삼진 개수가 증가되었다. 수비에서도 리그 2위, 유격수로서는 3년 연속 리그 최다 기록인 20차례의 실책을 기록했다.

#### 2008년
베이징 올림픽 야구 일본 국가대표팀 선수로 발탁됨과 동시에 통산 네 번째의 올스타전에도 출전했다. 모두 같은 유격수였던 가와사키 무네노리, 니시오카 쓰요시가 출전한 적도 있어 올스타전에서는 3루수를 맡았지만 악송구에 의한 실책을 기록했다. 베이징 올림픽에서는 가와사키의 부상에 의해서 주로 유격수를 맡았다.
4년 만에 20홈런을 기록했고 전반기 종료 시점에 리그 선두였던 타율은 후반전에 들어가면서 점차 떨어져 갔지만 라쿠텐의 릭 쇼트와 수위타자를 놓고 경쟁해 라쿠텐과의 최종전까지도 그대로 이어졌다. 결과는 7모차이로 미치지는 않았지만 개인 최고 성적인 타율 3할 3푼 1리를 기록했다. 최종전이 끝난 후 고의사구가 되지 않았던 것에 대해 “승부를 해줘서 기뻤다”라고 말했다. 시즌 성적은 팀내 1위인 55개의 볼넷을 선택해 각각 개인 최고 성적을 경신하는 4할 1푼의 출루율과 25개의 도루를 남겨 첫 타이틀이 되는 최고 출루율을 차지했다.
유격수로서의 수비에서는 리그 2위의 12차례 실책을 기록했지만 수비율은 유격수 부문 2위를 기록해 송구 실책도 줄어들면서 골든 글러브상과 베스트 나인을 처음으로 동시 수상했다. 이전에 등번호 3번을 착용하고 있었던 기요하라가 현역 은퇴를 표명하면서 오릭스 버펄로스와의 최종전이 있는 당일에 유니폼 교환을 했다.

#### 2009년
제2회 월드 베이스볼 클래식 일본 국가대표팀 선수로 발탁되면서 1차 명단 발표 당시에 이치로는 가타오카 야스유키, 기시 다카유키 등과 함께 “(선택되면)일본 대표팀의 키맨이 되는 3명”이라고 말했다. 대회에서는 2번·유격수로서 출전해 발열 증세로 일부 경기에 출전하지 못했지만 두 번째의 쿠바전에서 선발로 복귀했다. 팀내 1위인 타율 3할 6푼 4리, 출루율 5할 1푼 6리, 7타점을 기록하는 등 일본 대표팀의 대회 2연패 달성에 기여했다.
페넌트레이스에서는 개막 이후부터 25경기 동안 홈런은 없었지만 6월 21일 도쿄 야쿠르트 스왈로스전에서 개인 통산 100홈런을 달성했고 올스타전에도 선수간 투표에 의해 선출돼 5번째로 출전했다. 2차전에서 파울 타구를 보며 관중석으로 돌진해 처리하는 등 베스트 플레이상을 수상하면서 “수비로 상을 받을 수 있었던 것이 기쁘다”라고 말했다. 주로 3번·유격수로서 리그에서는 유일하게 시즌 144경기를 모두 출전했고 시즌 후반기에는 부상에 시달린 나카무라 다케야를 대신해서 4번 타자로서도 경험해 2년 연속으로 3할 대의 타율과 20홈런, 20도루, 개인 최다인 92타점, 173개의 안타를 기록하는 등 처음으로 최다 안타를 석권함과 동시에 3할 9푼 8리의 출루율로 2년 연속이 되는 최고 출루율 타이틀을 획득, 2년 연속으로 베스트 나인에도 선정되었다. 유격수로서의 수비는 12차례의 실책을 기록하면서도 개인으로서의 최고 수비율을 기록했다.

#### 2010년
3번 타자로서 팀을 견인하여 한 때는 타율이 4할 대를 넘었지만 시즌 종반에는 결정적인 상황에서 병살타가 증가되었다. 시즌 종료 후에는 포스팅 시스템을 이용한 메이저 리그 도전을 구단 측에 호소했지만 교섭 창구가 된 마에다 고스케 구단본부장(당시)이 “나카지마와의 면담한 결과 잔류로 정해졌다”라는 내용을 언론에 일방적으로 발표한 것에 대해 나카지마는 “멋대로 발표되었다. ‘알았다’라고 밖에 하지 않는다”라고 말하는 등 사실과 다른 내용을 설명한 구단에 대해 불신감을 드러내기도 했다. 그 후 와타나베 히사노부 감독의 중재로 구단 측과 다시 논의한 끝에 세이부에 잔류하기로 결정했다.

#### 2011년
그 해부터 도입된 통일구의 영향도 있어 5월까지는 타율 2할 6푼 6리, 홈런 3개, OPS 7할 7푼 1리로 저조하게 기록했지만 6월부터 타격감을 끌어 올려 6월부터 9월까지 타율 3할 1푼 2리, 홈런 9개, OPS 8할 1푼 9리를 기록하여 회복되었다. 팀이 최하위로 떨어지고 있던 7월 25일의 지바 롯데 마린스전에서는 결승 홈런을 때려내 이후 히어로 인터뷰에서는 이 경기에서부터 주장으로 임명돼 오른쪽 가슴에 ‘C’가 새겨져 있다는 것을 밝혔다.
그러나 10월에는 홈런 없이 타율 2할 7푼 1리, OPS 6할 1푼 2리로 다시 성적이 떨어졌고 5년 연속으로 기록하고 있던 3할 대의 타율 행진은 마감했다. 최종적으로 우완 투수와 상대할 때는 타율 3할 1푼 6리를 기록하여 예년처럼 성적을 남겼지만 좌완 투수와 상대할 때 타율 2할 3푼 7리의 저조한 성적을 기록했다. 홈런도 16개로 4년 만에 20개를 밑돌았지만 득점권 타율은 리그 2위인 3할 5푼 1리를 기록해 유격수로서는 역대 두 번째가 되는 시즌 100타점을 달성하여 나카무라 다케야와 함께 구단으로서는 최초의 ‘100타점 콤비’가 되었다. 또, 21개의 도루를 성공시켜 실패는 두 차례에 불과했지만 도루 성공률은 9할 1푼 3리였다.
시즌 종료 후에는 구단에서 포스팅 시스템을 이용한 메이저 리그 이적이 용인된 것을 받아 11월 22일 메이저 리그에 도전하겠다고 밝혔다. 같은 달 28일에 신청서류를 제출하면서 12월 8일에는 입찰액수 250만 달러로 뉴욕 양키스가 교섭권을 획득했다는 내용이 발표되었다. 그 후 그렉 겐스키를 대리인으로 선임하여 입단 교섭을 했지만 계약 합의에는 이르지 않았고, 이듬해 2012년 1월 10일 계약 갱신에서 다음 시즌에도 잔류가 결정되었다.

#### 2012년
6월에는 월간 MVP의 수상자로 선정되면서 프로 데뷔 12년 만에 처음으로 수상했다. 부진으로 이탈한 나카무라를 대신해서 4번 타자로도 활약했다. 6월에 들어서면서 컨디션이 좋아지는 등 한때 수위타자를 노리고 있었지만 8월에는 허리 상태가 나빠지면서 결국 9월에 왼쪽 옆구리 통증으로 인해 타율이 떨어졌고 지바 롯데의 가쿠나카 가쓰야와 함께 수위타자의 타이틀을 놓고 경쟁했다. 지바 롯데와 최종전에서는 첫 번째 타석에 볼넷, 두 번째 타석에 고의 사구로 출루하여 곧바로 교체되었다. 최종전에서는 2타석에서 범타로 끝나 시즌 타율은 3할 1푼 1리가 되어 1리차로 수위타자 타이틀을 놓쳤다.

## 상세 정보

### 출신 학교
- 효고 현립 이타미키타 고등학교

### 선수 경력
프로팀 경력
- 세이부 라이온스·사이타마 세이부 라이온스(2001년~2012년)
- 오릭스 버펄로스(2015년~)

국가 대표 경력
- 2008년 베이징 올림픽 일본 국가대표
- 2009년 월드 베이스볼 클래식 일본 국가대표

### 수상·타이틀 경력

#### 타이틀
- 최고 출루율: 2회(2008년, 2009년)
- 최다 안타: 1회(2009년)

#### 수상
- 베스트 나인: 4회(2008년, 2009년, 2011년, 2012년)
- 골든 글러브상: 3회(2008년, 2011년, 2012년)
- 월간 MVP: 1회(2012년 6월)
- 올스타전 신인상(2004년)
- 올스타전 우수 선수상: 1회(2004년 2차전)
- 올스타전 베스트 플레이상: 1회(2009년 2차전)
- 일본 시리즈 우수 선수상: 1회(2008년)

### 개인 기록

#### 첫 기록
- 첫 출장·첫 선발 출장: 2002년 10월 6일, 대 닛폰햄 파이터스 28차전(도쿄 돔), 5번·지명 타자로 선발 출장
- 첫 타석·첫 안타: 상동, 2회초 가네무라 사토루로부터 우전 안타
- 첫 타점: 2003년 8월 3일, 대 닛폰햄 파이터스 21차전(세이부 돔), 4회말 세키네 히로유키로부터 중전 적시타
- 첫 홈런: 2003년 8월 5일, 대 후쿠오카 다이에 호크스 21차전(후쿠오카 돔), 2회초 데라하라 하야토로부터 좌월 솔로 홈런
- 첫 도루: 2003년 8월 12일, 대 오사카 긴테쓰 버펄로스 22차전(세이부 돔), 9회말에 2루 안착(투수: 다카무라 히로시, 포수: 후지이 아키히토)
- 첫 사구: 2003년 8월 19일, 대 지바 롯데 마린스 22차전(미야기 구장), 9회초에 도베 히로시로부터

#### 기록 달성 경력
- 통산 100홈런: 2009년 6월 21일, 대 도쿄 야쿠르트 스왈로스 4차전(메이지 진구 야구장), 1회초에 이시카와 마사노리로부터 좌월 2점 홈런 ※역대 255번째
- 통산 1000안타: 2010년 7월 20일, 대 후쿠오카 소프트뱅크 호크스 14차전(후쿠오카 Yahoo! JAPAN 돔), 7회초에 스기우치 도시야로부터 우전안타 ※역대 259번째
- 통산 1000경기 출장: 2011년 6월 30일, 대 오릭스 버펄로스 6차전(교세라 돔 오사카), 3번·유격수로서 선발 출장 ※역대 444번째
- 통산 150홈런: 2012년 4월 7일, 대 후쿠오카 소프트뱅크 호크스 2차전(세이부 돔), 4회말에 이와사키 쇼로부터 좌월 솔로 홈런 ※역대 157번째
- 통산 100 사구: 2012년 5월 3일, 대 도호쿠 라쿠텐 골든이글스 4차전(세이부 돔), 6회말에 미마 마나부로부터 ※역대 17번째

#### 기타
- 9경기 연속 타점(2007년)
- 1이닝 2개의 도루 실패: 2012년 3월 31일, 대 홋카이도 닛폰햄 파이터스 2차전(삿포로 돔), 3회초에 기록[1] ※사상 최초[2]
- 2년 연속 두 자릿수 희생 플라이 ※사상 최초
- 4경기 연속 맹타상: 2012년 7월 15일~17일, 25일 ※세이부 구단 신기록
- 올스타전 출장: 8회(2004년, 2006년~2012년)

### 등번호
- 56(2001년~2003년)
- 3(2004년~2013년)
- 1(2015년~)
  - 6(2009년 월드 베이스볼 클래식)

### 연도별 타격 성적
| 연 도      | 소 속      | 경 기 | 타 석 | 타 수 | 득 점 | 안 타 | 2 루 타 | 3 루 타 | 홈 런 | 루 타 | 타 점 | 도 루 | 도 루 자 | 희 생 번 | 희 생 플 | 볼 넷 | 고 4 | 사 구 | 삼 진 | 병 살 타 | 타 율 | 출 루 율 | 장 타 율 | O P S |
| ---------- | ---------- | ----- | ----- | ----- | ----- | ----- | ------- | ------- | ----- | ----- | ----- | ----- | -------- | -------- | -------- | ----- | ---- | ----- | ----- | -------- | ----- | -------- | -------- | ----- |
| 2002년     | 세이부     | 4     | 7     | 7     | 0     | 1     | 0       | 0       | 0     | 1     | 0     | 0     | 0        | 0        | 0        | 0     | 0    | 0     | 2     | 1        | .143  | .143     | .143     | .286  |
| 2003년     | 세이부     | 44    | 98    | 89    | 12    | 23    | 3       | 1       | 4     | 40    | 11    | 1     | 2        | 0        | 0        | 5     | 0    | 4     | 22    | 0        | .258  | .327     | .449     | .776  |
| 2004년     | 세이부     | 133   | 559   | 502   | 70    | 144   | 22      | 3       | 27    | 253   | 90    | 18    | 2        | 3        | 4        | 39    | 7    | 11    | 108   | 7        | .287  | .349     | .504     | .853  |
| 2005년     | 세이부     | 118   | 444   | 405   | 56    | 111   | 21      | 2       | 11    | 169   | 60    | 11    | 3        | 3        | 3        | 22    | 3    | 11    | 67    | 17       | .274  | .327     | .417     | .744  |
| 2006년     | 세이부     | 105   | 459   | 412   | 76    | 126   | 22      | 1       | 16    | 198   | 63    | 14    | 4        | 0        | 4        | 30    | 3    | 13    | 66    | 12       | .306  | .368     | .481     | .849  |
| 2007년     | 세이부     | 143   | 593   | 533   | 68    | 160   | 28      | 5       | 12    | 234   | 74    | 9     | 4        | 1        | 5        | 41    | 0    | 13    | 134   | 15       | .300  | .361     | .439     | .801  |
| 2008년     | 세이부     | 124   | 556   | 486   | 75    | 161   | 32      | 0       | 21    | 256   | 81    | 25    | 5        | 0        | 3        | 52    | 3    | 12    | 96    | 15       | .331  | .410     | .527     | .937  |
| 2009년     | 세이부     | 144   | 648   | 560   | 100   | 173   | 31      | 3       | 22    | 276   | 92    | 20    | 12       | 0        | 3        | 75    | 4    | 10    | 113   | 17       | .309  | .398     | .493     | .891  |
| 2010년     | 세이부     | 130   | 579   | 503   | 80    | 158   | 33      | 3       | 20    | 257   | 93    | 15    | 5        | 0        | 11       | 52    | 2    | 13    | 97    | 20       | .314  | .385     | .511     | .896  |
| 2011년     | 세이부     | 144   | 633   | 566   | 82    | 168   | 27      | 1       | 16    | 245   | 100   | 21    | 2        | 0        | 11       | 44    | 0    | 12    | 93    | 11       | .297  | .354     | .433     | .787  |
| 2012년     | 세이부     | 136   | 567   | 499   | 69    | 155   | 29      | 1       | 13    | 225   | 74    | 7     | 6        | 1        | 6        | 52    | 3    | 9     | 76    | 10       | .311  | .382     | .451     | .833  |
| 2015년     | 오릭스     | 117   | 483   | 417   | 43    | 100   | 10      | 0       | 10    | 149   | 46    | 1     | 2        | 0        | 1        | 53    | 1    | 12    | 93    | 10       | .240  | .342     | .357     | .699  |
| 2016년     | 오릭스     | 96    | 347   | 314   | 24    | 91    | 23      | 0       | 8     | 138   | 47    | 1     | 0        | 0        | 4        | 26    | 0    | 3     | 54    | 7        | .290  | .346     | .439     | .785  |
| 통산: 13년 | 통산: 13년 | 1438  | 5973  | 5293  | 755   | 1571  | 290     | 20      | 180   | 2441  | 831   | 143   | 47       | 8        | 55       | 494   | 26   | 123   | 1021  | 142      | .297  | .367     | .461     | .828  |

- 2016년 기준, 굵은 글씨는 시즌 최고 성적.
- 2001년은 1군 출장 없음.

### 연도별 수비 성적
| 연도 | 3루  | 3루  | 3루  | 3루  | 3루  | 3루    | 유격 | 유격 | 유격 | 유격 | 유격 | 유격   |
| 연도 | 경기 | 척살 | 보살 | 실책 | 병살 | 수비율 | 경기 | 척살 | 보살 | 실책 | 병살 | 수비율 |
| ---- | ---- | ---- | ---- | ---- | ---- | ------ | ---- | ---- | ---- | ---- | ---- | ------ |
| 2002 | 1    | 1    | 1    | 0    | 0    | 1.000  | -    | -    | -    | -    | -    | -      |
| 2003 | 20   | 8    | 20   | 3    | 2    | .903   | 2    | 2    | 2    | 0    | 0    | 1.000  |
| 2004 | -    | -    | -    | -    | -    | -      | 133  | 235  | 363  | 17   | 73   | .972   |
| 2005 | -    | -    | -    | -    | -    | -      | 112  | 158  | 267  | 10   | 45   | .977   |
| 2006 | -    | -    | -    | -    | -    | -      | 99   | 162  | 241  | 16   | 44   | .962   |
| 2007 | -    | -    | -    | -    | -    | -      | 140  | 209  | 393  | 20   | 73   | .968   |
| 2008 | 4    | 0    | 1    | 0    | 0    | 1.000  | 122  | 204  | 359  | 12   | 79   | .979   |
| 2009 | -    | -    | -    | -    | -    | -      | 144  | 212  | 446  | 12   | 89   | .982   |
| 2010 | -    | -    | -    | -    | -    | -      | 129  | 182  | 365  | 11   | 72   | .980   |
| 2011 | -    | -    | -    | -    | -    | -      | 144  | 222  | 444  | 10   | 99   | .985   |
| 2012 | -    | -    | -    | -    | -    | -      | 134  | 236  | 357  | 18   | 69   | .971   |
| 통산 | 25   | 9    | 22   | 3    | 2    | .912   | 1159 | 1822 | 3237 | 126  | 543  | .975   |

- 2012년 기준, 굵은 글씨는 시즌 최고 성적.